# Ipomoea barteri
Ipomoea barteri är en vindeväxtart som beskrevs av John Gilbert Baker. Ipomoea barteri ingår i släktet praktvindor, och familjen vindeväxter. Utöver nominatformen finns också underarten I. b. longisepala.